# Dragey
Dragey est une ancienne commune française du département de la Manche et la région Normandie, associée à Ronthon depuis 1973.

## Géographie
L'érosion actuelle de la plage et des dunes de Dragey dans la baie du Mont-Saint-Michel, est à l'origine du recul du littoral d'environ 250 m depuis le milieu du XXe siècle), les produits d'érosion étant transportés jusqu'au bec d'Andaine où la progradation des crêtes de sable (barres sableuses allongées, bien individualisées que tous les trois ou cinq ans, et terminées en crochet) s'érigeant en avant des anciennes dunes bordières, est du même ordre. Cette érosion découvre, lorsque la marée descend, des sols anciens de tourbe avec des traces de racines (principalement de roseaux), des vases finement litées et des chenaux méandriformes. La tourbière de Saint-Jean-le-Thomas, bien visible au niveau de la plage de Pignochet, correspond à une vasière, avec son marigot, et d'un marais maritime, mis en place il y a quelque 4 000 ans en arrière d'une ancienne barrière littorale qui a aujourd'hui disparu en raison de la remontée de la mer.

## Toponymie
Le nom de la localité est attesté sous les formes apud Drageium en 1185, Drageio en 1275, Drageyo entre 1369 et 1372, ecclesia de Drageyo 1412, Dragie en 1425, Drage en  1439 et entre 1612 et 1636, Dragé 1677, Dragey en 1692.
Ernest Nègre voit dans le nom de Dragey une variante masculine (non attestée) de dragée, au sens agricole de « dravière » (fourrage constitué d'un mélange de vesce et d'avoine).

## Histoire
En 1973, les communes de Dragey, Genêts, Ronthon et Saint-Jean-le-Thomas ont formé Dragey-Tombelaine. Genêts, Ronthon et Saint-Jean-le-Thomas gardaient un statut de communes associées. En 1979, Genêts et Saint-Jean-le-Thomas ont repris leur indépendance, et la commune a finalement pris le nom de Dragey-Ronthon.

## Administration
| Période | Période | Identité         | Étiquette | Qualité |
| ------- | ------- | ---------------- | --------- | ------- |
| 1929    | 1947    | René Marie       |           |         |
| 1947    | 1971    | Jean de Rolland  |           |         |
| 1971    | 1972    | Alexandre Tardif |           |         |

## Démographie
| 1793 | 1800 | 1806 | 1821 | 1831 | 1836 | 1841 | 1846 | 1851 |
| ---- | ---- | ---- | ---- | ---- | ---- | ---- | ---- | ---- |
| 774  | 810  | 939  | 924  | 894  | 942  | 926  | 867  | 813  |

| 1856 | 1861 | 1866 | 1872 | 1876 | 1881 | 1886 | 1891 | 1896 |
| ---- | ---- | ---- | ---- | ---- | ---- | ---- | ---- | ---- |
| 773  | 754  | 739  | 676  | 667  | 667  | 607  | 604  | 586  |

| 1901 | 1906 | 1911 | 1921 | 1926 | 1931 | 1936 | 1946 | 1954 |
| ---- | ---- | ---- | ---- | ---- | ---- | ---- | ---- | ---- |
| 560  | 557  | 526  | 518  | 570  | 562  | 561  | 485  | 479  |

| 1962 | 1968 | 1975 | 1982 | 1990 | 1999 | 2010 | 2015 | 2020 |
| ---- | ---- | ---- | ---- | ---- | ---- | ---- | ---- | ---- |
| 452  | 377  | …    | …    | …    | …    | 561  | 579  | 569  |

| 2021 | - | - | - | - | - | - | - | - |
| ---- | - | - | - | - | - | - | - | - |
| 566  | - | - | - | - | - | - | - | - |

## Personnalités liées à la commune
- Elphège Basire (1852 à Dragey - 1917), homme politique, sénateur de la Manche de 1898 à 1917.